# Ботанічний сад Клайпедського університету
Ботанічний сад Клайпедського університету (лит. Klaipėdos universiteto Botanikos sodas) — ботанічний сад у місті Клайпеда (Литва). Належить Університету Клайпеди.
Ботанічний сад є членом Міжнародної ради ботанічних садів з охорони рослин (BGCI) і має міжнародний ідентифікаційний код KLAI.

## Історія
Після створення Клайпедського університету 1991 року при формуванні програм вивчення біології та екології виникла необхідність створити дослідницьку базу для студентів і викладачів. З цієї причини через 2 роки був заснований ботанічний сад Клайпедського університету. Ініціатором створення і першим директором саду був професор А. М. Ольшаускас.
При створенні ботанічного саду саджанцями хвойних дерев і чагарників поділилися Каунаський університет і ботанічний сад Вільнюського університету, а також деякі колекціонери рослин. Ботанічний сад Клайпедського університету співпрацює з багатьма ботанічними садами і дендраріями в Литві і в усьому світі, та обмінюється з ними насінням і живцями. Тому колекції ботанічного саду постійно поповнюються новими рослинами.

## Загальний опис
Ботанічний сад розташований на висоті від 3 до 14 метрів над рівнем моря в північній частині Клайпеди, на правому березі річки Дане. Сад знаходиться в зоні, яка характеризується винятковими кліматичними умовами: тут найтриваліший період вегетації, найвища температура повітря та найбільша кількість атмосферних опадів у країні. 
Площа ботанічного саду 9,5 га. У саду створені альпінарій і розарій, висаджені квітники, обладнаний оглядовий майданчик, побудований підвісний міст.

## Колекції
Найбільші колекції: відділ лікарських та ароматичних рослин (500 таксонів), колекція листяних рослин (1142 таксона), колекція хвойних рослин (361 таксон), відділ декоративних трав'янистих рослин (1200 таксонів).
Серед дерев ботанічного саду найбільш представлені: клен звичайний, вільха чорна і сіра,
черемха звичайна та бруслина європейська.

## Галерея

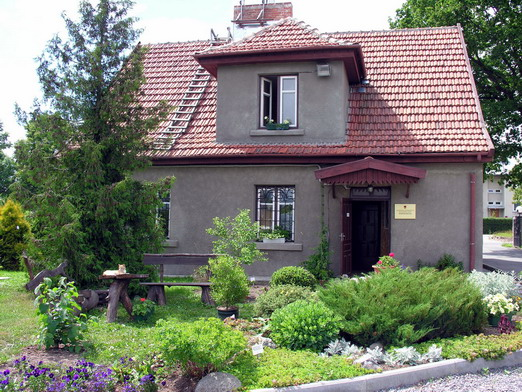
Будинок адміністрації ботанічного саду
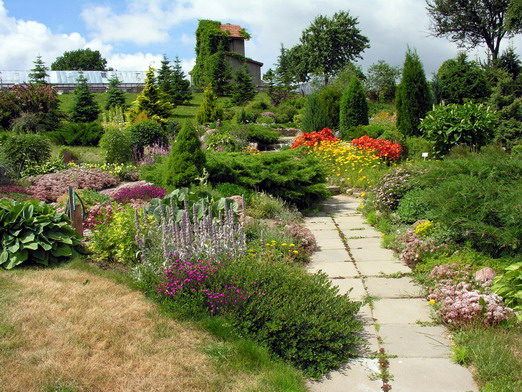
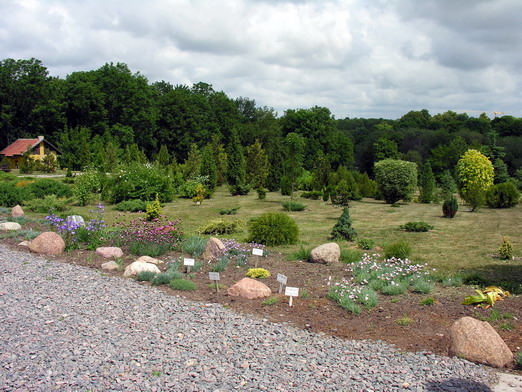
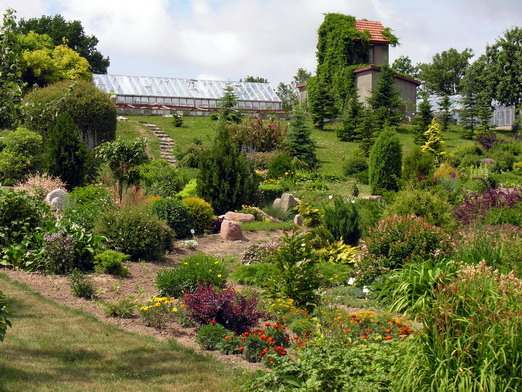